# En sommarfilm utan namn
En sommarfilm utan namn är en svensk stumfilm från 1926 i regi av Edwin Fredriksson. Den hade premiär 30 september på biograf Record i Stockholm och är ett boxningsdivertissemang med inslag av revy-, reportage- och spelfilm.